# Coleoptile
En Botánica, el coleóptilo (denominación más tradicional),  coleoptilo o coleoptile es una estructura característica del embrión de la familia de las gramíneas, el cual es, en realidad, una primera hoja modificada de tal modo que forma una caperuza cerrada sobre las hojas siguientes y el meristema apical. El coleóptilo crece solo unos pocos centímetros hasta que es perforado por la presión de las hojas subyacentes que son las que continúan el crecimiento del brote.
Durante la germinación de la semilla, el coleptile se aproxima a la superficie del suelo gracias a la elongación del mesocotilo. En el momento en que el ápice del coleoptilo recibe luz, aún bajo la superficie del suelo, reanuda su crecimiento, elongando y produciendo la emergencia de las plántulas. Su carácter consistente y extremo aguzado, en forma de una vaina puntiaguda endurecida en su extremo superior, lo convierten en una estructura especializada para lograr la emergencia. Inmediatamente a continuación de que el coleoptilo aparece sobre el suelo, da paso a la hoja cotiledonar y a la primera hoja verdadera en rápida sucesión.